# Jason Fernández
Jason Phillipe Fernández Birchwood, més conegut com a Jason Fernández   (Madrid, 7 d'agost de 1994), és un actor espanyol conegut per la seva participació en les sèries de televisió Libertad (2021) de Movistar+, Alba (2021) d'Atresmedia i Boomerang TV, i Bienvenidos a Edén.

## Biografia
Jason Fernández Birchwood va néixer el 7 d'agost del 1994 a Madridi es va mudar al Regne Unit el setembre del 2012, on va realitzar un curs d'interpretació i teatre musical durant tres anys a la Royal Holloway University of London.

## Trajectòria professional
Va debutar en el cinema amb un petit paper a la pel·lícula El cor de la terra (2007) d'Antonio Cuadri. Posteriorment, va participar en la pel·lícula Manolete (2008) i a les sèries Maitena: Estados alterados (2008) i Ángel o dimonio (2011). Després d'una parada per fer estudis en interpretació, va tenir un paper recurrent a la sèrie de Telecinco La que se avecina el 2019.
El 2020 va rodar la minisèrie de Movistar+ Libertad, que es va estrenar el març de 2021, on va interpretar a Juan. Aquest mateix any va protagonitzar la sèrie Alba a Antena 3, interpretant a un dels violadors, Hugo Roig. A més, va començar el rodatge de la sèrie original de Netflix Bienvenidos a Edén.

## Filmografia

### Cinema
| Any  | Títol              | Personatge  | Director       |
| ---- | ------------------ | ----------- | -------------- |
| 2007 | El cor de la terra | Carlos      | Antonio Cuadri |
| 2008 | Manolete           | Nen sevillà | Menno Meyjes   |

### Televisió
| Any  | Títol                    | Personatge | Canal                     | Notes                  |
| ---- | ------------------------ | ---------- | ------------------------- | ---------------------- |
| 2008 | Maitena: Estats alterats | Punk       | Antena 3                  | 1 episodi              |
| 2011 | Ángel o demonio          | Pablo      | Telecinc                  | 1 episodi              |
| 2019 | La que se avecina        | Marco      | Telecinc                  | 2 episodis             |
| 2021 | Libertad                 | Juan       | Movistar+                 | Principal, 6 episodis  |
| 2021 | Alba                     | Hugo Roig  | Atresmedia / Boomerang TV | Principal, 13 episodis |
| 2022 | Bienvenidos a Edén       | David      | Netflix                   | Secundari, 4 episodis  |